# Erik Wrangel (1721–1760)
Erik Wrangel af Lindeberg, född 23 april 1721, död 4 januari 1760 i Hamburg, var en svensk friherre, ämbetsman och politiker.

## Biografi
Erik Wrangel af Lindeberg var son till Eric Wrangel och Elisabeth von Rosen. Efter studier i Uppsala blev han hovjunkare 1738 och 1740 kanslijunkare. Han utnämndes till vice kammarherre 1743 och åtföljde samma år Carl Gustaf Tessin på dennes ambassad till Danmark. År 1749 erhöll han lagmanstjänsten på Gotland. Ett försök av kungen att göra Wrangel till lagman i Uppland strandade dock på rådets motstånd. I den konflikt, som vid 1750-talet början seglade upp mellan det nya kungaparet och hattrådet, ställde sig Wrangel på hovets sida. Tack vare sin stora begåvning och rika bildning, sin lätthet att uttrycka sig, sin kvickhet och sina stora sällskapstalanger blev Wrangel en förklarad favorit hos drottning Lovisa Ulrika och tillhörde de innersta cirklarna vid hovet. Han blev även den drivande kraften inom hovpartiet, även om han, då det gällde direkta aktioner, sökte att så mycket som möjligt hålla sig i skymundan. Vid riksdagen 1751–1752 var Wrangel oppositionens främste talesman på Riddarhuset, och vid utarbetandet av planerna till hovets revolutionsförsök 1756 spelade Wrangel en ledande roll. Wrangel uppges vara författare till de kända agitationsskrifterna Constans Sincerus och det så kallade "Mössornas testamente". Hattarna hade dock kommit kupplanerna på spåren, och då marken började bränna under fötterna, flydde Wrangel till Norge i mars 1756. Därifrån försökte han bedriva agitation bland gränstrakternas befolkning, men om den under sommaren spridda partiskriften Svea rikes tillstånd författats av Wrangel är osäkert. Efter revolutionsförsökets misslyckande dömdes Wrangel frånvarande av ständernas kommission till döden. Redan i april fortsatte Wrangel sin flykt till Tyskland och försökte där knyta förbindelser med Preussen och Storbritannien, till att börja med utan framgång. Med den svenska drottningen upprätthöll han alltjämt förbindelser, dels direkt, dels genom förmedling av Johan August Meijerfeldt den yngre. Sedan Sverige inträtt i sjuåriga kriget, ökades Preussens intresse för Wrangels revolutionära projekt i hög grad. Han erhöll ekonomiskt understöd, som gjorde det möjligt för honom att sända sin meningsfrände, pagehovmästaren Bredna till Norge, för att därifrån sondera stämningen i Sverige. Den preussiska regeringen hade även för avsikt att sända Wrangel på en beskickning till Ryssland, där hans goda förbindelser med den förre ryske stockholmsministern Nikita Panin skulle visa sig bli värdefulla, då Wrangels plötsliga död satte punkt för hans verksamhet. De utlåtanden och memorial, som av Adolf Fredrik ingavs under 1750-talets författningspolitiska kris författades troligen av Wrangel. Enligt en uppgift skall Gustav III vid utformandet av 1772 års regeringsform ha tagit inspiration i ett författningsförslag som utformats av Wrangel på 1750-talet.